# Chironomus esai
Chironomus esai är en tvåvingeart som beskrevs av Wulker 1997. Chironomus esai ingår i släktet Chironomus och familjen fjädermyggor. Det är osäkert om arten förekommer i Sverige. Inga underarter finns listade i Catalogue of Life.